# بجار (خوشاب)
بجار (به انگلیسی: Bijar) یک روستا در پاکستان است که در ناحیه خوشاب واقع شده‌است.